# 伊勢幸一
伊勢 幸一(いせ こういち、1962年11月26日 - )は、エンジニア。
1986年室蘭工業大学工学部卒業。1996年2月に旧スクウェア入社。2005年に株式会社スクウェア・エニックスを退職し、株式会社ライブドア(現NHNテコラス株式会社)へ入社。2016年2月NHNテコラス株式会社を退職後、2016年7月さくらインターネット株式会社取締役に就任。著書に「P2P教科書」 (インプレスR&D)や「4Gbpsを超えるWebサービス構築術」(ソフトバンククリエイティブ)、「SDN/OpenFlowで進化する仮想ネットワーク入門」(インプレスR&D)がある。

## 経歴
- 1962年（昭和37年）11月26日 - 北海道夕張市で生まれる。
- 1986年（昭和61年）3月 - 室蘭工業大学工学部産業機械工学科卒業。
- 1986年（昭和61年）4月 - 日立設備エンジニアリング株式会社(現日立パワーソリューションズ)入社。日立製作所生産技術研究所分室に配属。
- 1989年（平成元年）5月 - デジタルテクノロジー株式会社入社。
- 1996年（平成8年）3月 - スクウェアに入社。(現スクウェア・エニックス)。ファイナルファンタジーVII等の開発に携わる。
- 1997年（平成9年）4月 - SQUARE USA INC.に出向。ファイナルファンタジーIX、ファイナルファンタジー (映画)等の制作開発に携わる。
- 2000年（平成12年）4月 - スクウェアに帰任。PlayOnline、ファイナルファンタジーXI等のサーバ・ネットワーク設計運用を統括する。
- 2005年（平成17年）4月 - ライブドア(現韓国NHNテコラス)に入社。技術部門の統括、ネットワークアーキテクチャ、オーバーレイネットワーク技術の研究活動を指導する。
- 2016年（平成28年）2月 - NHNテコラスを退社。
- 2016年 (平成28年) 7月 - さくらインターネット取締役に就任。

## 著作一覧
- 『4Gbpsを超えるWebサービス構築術』(共著)ソフトバンククリエイティブ 、発売日：(2009/8/21)、ISBN 4797354364, 978-4797354362
- 『SDN/OpenFlowで進化する仮想ネットワーク入門』インプレスR&D、発売日:2013/2/26、ISBN 4844395750, 978-4844395751
- 『改訂新版　SDN/OpenFlowで進化する仮想ネットワーク入門』インプレスR&D、発売日:2014/4/16、ASIN B00JPUSLE8
- 『SDNの実践技術 Interop Tokyoセミナー』(共著)インプレスR&D、発売日:2013/12/13、ASIN B00H9AV7GU
- 『イラスト図解でよくわかる ITインフラの基礎知識』(監修)技術評論社、発売日:2018/2/14、ISBN 4774196002, 978-4774196008
- 『イラスト図解でよくわかる ネットワーク＆TCP/IPの基礎知識』(監修)技術評論社、発売日:2018/2/24、ASIN B07B2Q4SLJ
- 『ITと数学 Software Design別冊』(共著)技術評論社、発売日:2021/4/23、ASIN B093B5VHMP